# Catedral de San Deodato (Saint-Dié-des-Vosges)
La catedral de San Deodato o catedral de Saint-Dié-des-Vosges (en francés: Cathédrale Saint-Dié) es una catedral católica de Francia y monumento histórico de Francia, erigida en la ciudad de Saint-Dié-des-Vosges en Lorena.
Es la sede del obispado de Saint-Dié, creado en 1777.
La catedral, como la mayor parte de la ciudad, se construyó en gran parte de la piedra arenisca roja local. Tiene una nave románica (siglo XII) y un coro gótico. El portal de piedra roja data del siglo XVIII. Un elegante claustro (siglo XIII), con un púlpito de piedra, la comunica con la Petite-Église o Notre-Dame de Galilée, un ejemplo bien preservado de la arquitectura románica (siglo XII).
San Deodato de Nevers, el epónimo de San Dié, fundó un monasterio aquí en el siglo VII y renunció a sus funciones episcopales para retirarse en este lugar.

## Véase también

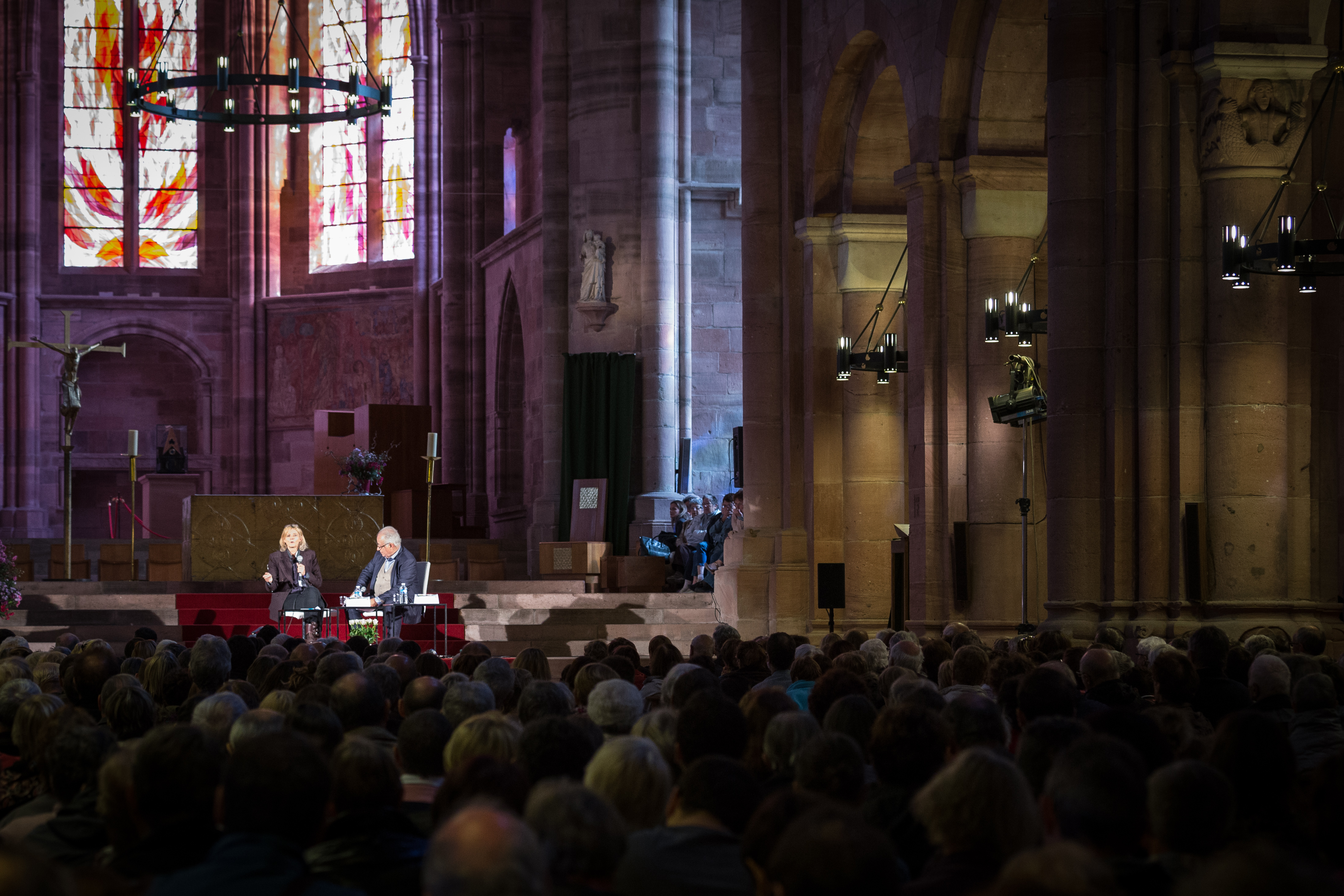
Vista interna